# نگوکی (شهرستان اوپوله)
نگوکی (به لاتین: Niwki) یک روستا در لهستان است که در گمینا خژانستوویتسه واقع شده‌است.